# Fons (Ardèche)
Fons ist eine französische Gemeinde im Département Ardèche in der Region Auvergne-Rhône-Alpes mit 317 Einwohnern (Stand 1. Januar 2022).

## Geographie
Die Gemeinde liegt etwa fünf Kilometer südwestlich von Aubenas an der südöstlichen Grenze des Regionalen Naturparks Monts d’Ardèche, im sogenannten Piémont Cévenol. Fons liegt am Abbruch zum Tal des Flusses Ardèche. Der westliche Teil des Gemeindegebietes ist überwiegend mit Wald bewachsen, der östliche Teil wird landwirtschaftlich genutzt und hauptsächlich vom Ruisseau de Valgrand entwässert, der zunächst in den Auzon und dieser dann in die Ardèche mündet.
Nachbargemeinden sind Saint-Sernin im Norden und Osten, Lachapelle-sous-Aubenas im Süden sowie Ailhon im Westen und Nordwesten.

## Geschichte
Der Ortsname Fons leitet sich vom Lateinischen fontana = Quelle, Brunnen  ab.
Die Résistance soll – laut den Recherchen des Journalisten Gabriel Domenech aus dem Jahre 1950 – den 42 Meter tiefen Schacht eines Bergwerks in Fons zur Beseitigung der Leichen von 292 Personen benutzt haben, zumeist von angeblichen Kollaborateuren und mehreren deutschen Soldaten, die im Rahmen der Säuberung umgebracht worden sein sollen. Der Schacht ist mit ungelöschtem Kalk und Steinen verfüllt. Bei Ausgrabungsarbeiten durch ein Unternehmen aus Gleysal im Auftrag der deutschen Kriegsgräberfürsorge im Jahre 1959 wurden 34 Skelette ausgegraben. Unklar ist, wie viele Leichen sich noch im Schacht befinden.

### Bevölkerungsentwicklung
| Jahr                       | 1962 | 1968 | 1975 | 1982 | 1990 | 1999 | 2006 | 2018 |
| Einwohner                  | 93   | 128  | 116  | 133  | 212  | 264  | 279  | 330  |
| Quellen: Cassini und INSEE |      |      |      |      |      |      |      |      |